# Brazilian Top Team
Il Brazilian Top Team (BTT) è sia un'accademia di jiu jitsu brasiliano, sia un team di arti marziali miste con sede a Rio de Janeiro, in Brasile.
Fondata nel 2000 dagli ex membri della Carlos Gracie Academy Murilo Bustamante, Ricardo Libório, Mário Sperry e Luis Roberto Duarte, per poter rinnovare ed incrementare le abilità nel jiu jitsu brasiliano, nel grappling e nelle arti marziali miste.

## Rivalità con la Chute Boxe
La BTT ebbe un'accesa rivalità con la Chute Boxe, un team discendente dal Muay Thai. La rivalità crebbe notevolmente quando entrambi i team raggiunsero l'apice del successo nella promozione PRIDE FC; a quei tempi la Chute Boxe era composta da lottatori del calibro di Wanderlei Silva, Mauricio Rua e l'ex campione dei pesi medi UFC Anderson Silva; mentre la BTT era composta da Ricardo Arona, dall'ex campione dei pesi medi UFC Murilo Bustamante, dai fratelli Antônio Rodrigo e Antônio Rogério Nogueira, Vítor Belfort, Allan Goes, Mario Sperry e da Paulo Filho. La battaglia tra i due team non si limitò soltanto nella federazione giapponese, ma molti incontri ebbero luogo in Brasile, in Portogallo, negli Stati Uniti e in molti altri stati del mondo.

## Atleti di rilievo
- Antônio Rodrigo Nogueira - campione dei pesi massimi UFC e Pride
- Murilo Bustamante - campione dei pesi medi UFC
- Vítor Belfort - campione dei pesi mediomassimi UFC
- Antônio Silva - campione dei pesi medi UFC
- Rousimar Palhares - campione dei pesi welter WSOF
- Paulo Filho - campione dei pesi medi WEC
- Antônio Silva - campione dei pesi supermassimi Cage Warriors e dei pesi massimi Elite XC
- Ricardo Arona
- Marcello Salazar
- David Bielkheden
- Milton Vieira
- Patrick Côté
- Allan Góes
- Ikuhisa Minowa
- Antônio Rogério Nogueira
- Mario Sperry